# روبرت جيري (عالم)
روبرت جيري (بالإنجليزية: Robert Jerry)‏ هو عالم أمريكي، ولد في 1953.